# KRTAP25-1
KRTAP25-1 (англ. Keratin associated protein 25-1) – білок, який кодується однойменним геном, розташованим у людей на довгому плечі 21-ї хромосоми. Довжина поліпептидного ланцюга білка становить 102 амінокислот, а молекулярна маса — 11 738.
| 10         |  | 20         |  | 30         |  | 40         |  | 50         |
| ---------- |  | ---------- |  | ---------- |  | ---------- |  | ---------- |
| MHNRSQGFFF |  | SSCHPQNHVS |  | YGCQSPSFIF |  | CRCQSLNFVS |  | RTCYPLSYFS |
| YGNQTIGSIS |  | NSFRSLNYVS |  | HSFQPISFMH |  | SSFQPACSDF |  | VGWQSPFLRR |
| TC         |  |            |  |            |  |            |  |            |

A: Аланін

C: Цистеїн

D: Аспарагінова кислота

F: Фенілаланін

G: Гліцин

H: Гістидин

I: Ізолейцин

L: Лейцин

M: Метіонін

N: Аспарагін

P: Пролін

Q: Глутамін

R: Аргінін

S: Серин

T: Треонін

V: Валін

W: Триптофан